# باراخاس (محطة مترو أنفاق مدريد)
باراخاس (بالإسبانية: Barajas)‏ هي محطة مترو أنفاق في مدريد في إسبانيا، تقع على الخط رقم 8.